# Hydrostatiska paradoxen

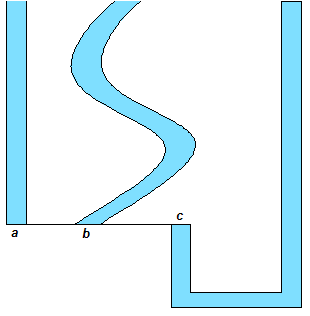
Trycket a är lika med trycket i b och c.

Hydrostatiska paradoxen är fenomenet att trycket från en fluid (en vätska eller gas) i en viss punkt, bara är beroende av höjden, men inte mängden, av fluiden som finns ovan punkten. Ett exempel är att trycket från vattnet i botten på ett dricksglas bara beror på hur högt man fyllt glaset, men inte glasets form.